# Crematogaster chodati
Crematogaster chodati es una especie de hormiga acróbata del género Crematogaster, familia Formicidae. Fue descrita científicamente por Forel en 1921.
Habita en el continente americano, en Argentina, Brasil y Paraguay. Se ha encontrado a elevaciones que van desde los 5 hasta los 650 metros de altura.
Las colonias de Crematogaster chodati habitan en los bordes de bosques y también en el césped sombreado.

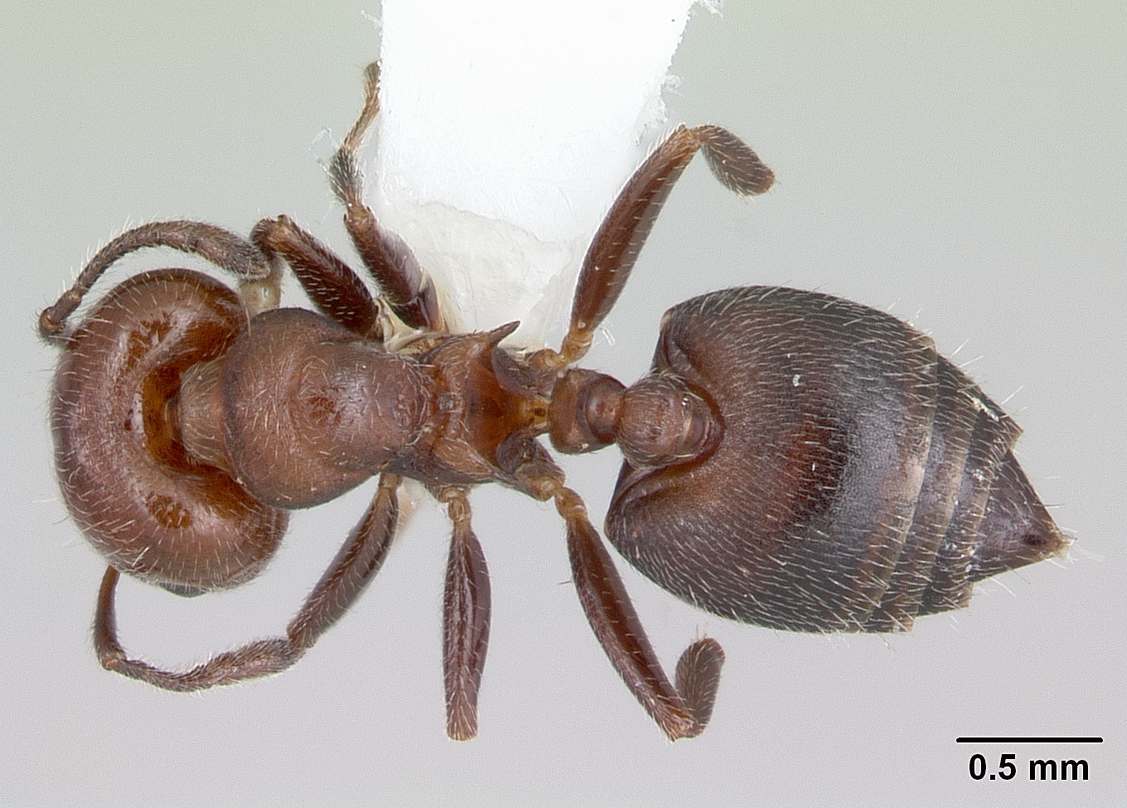
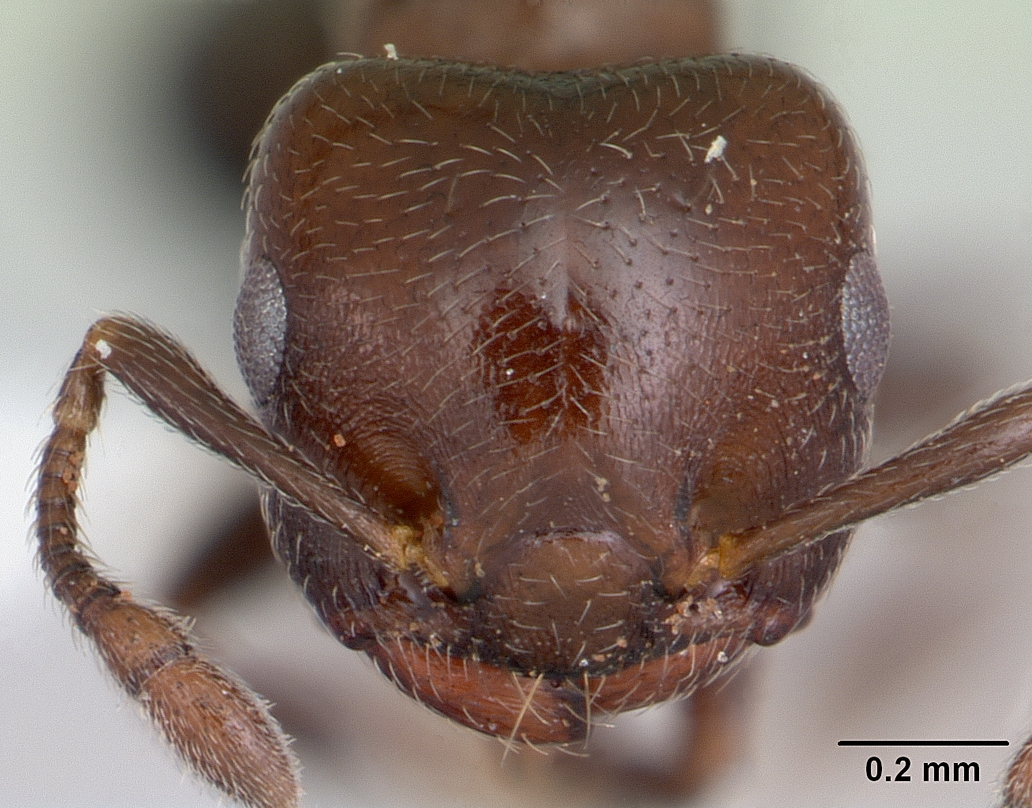
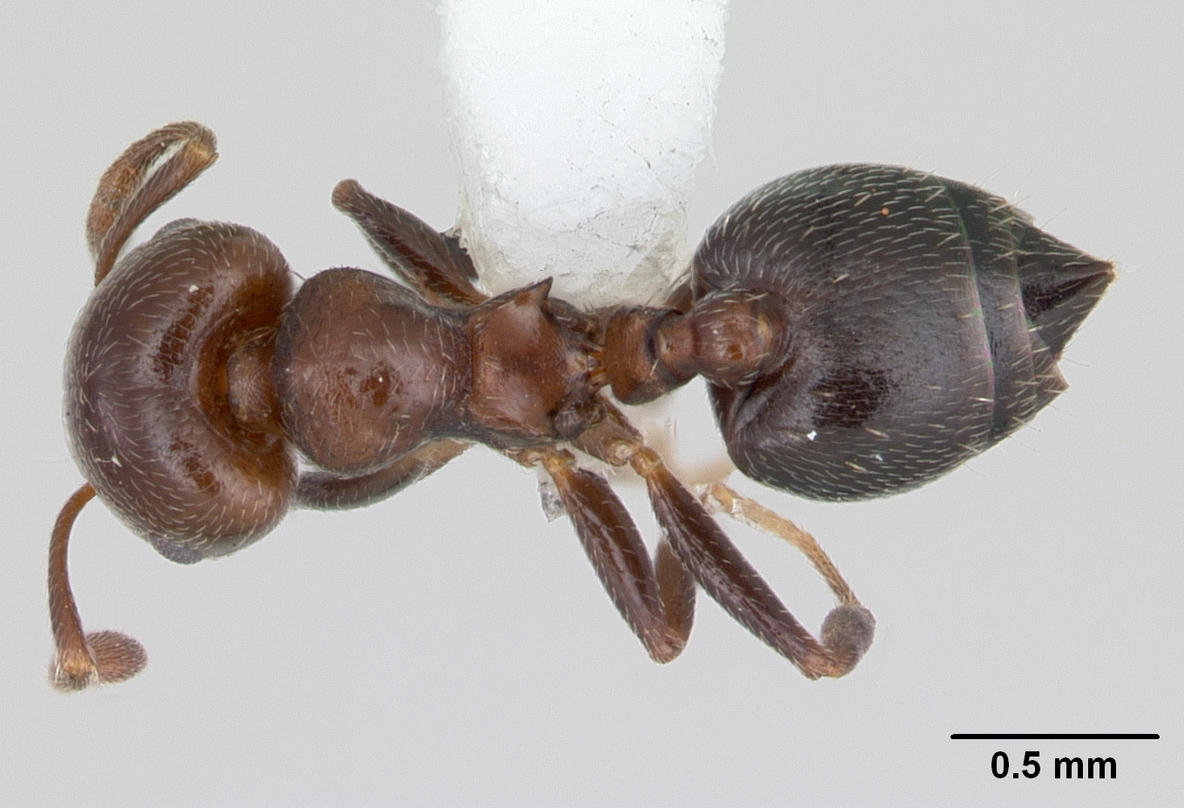
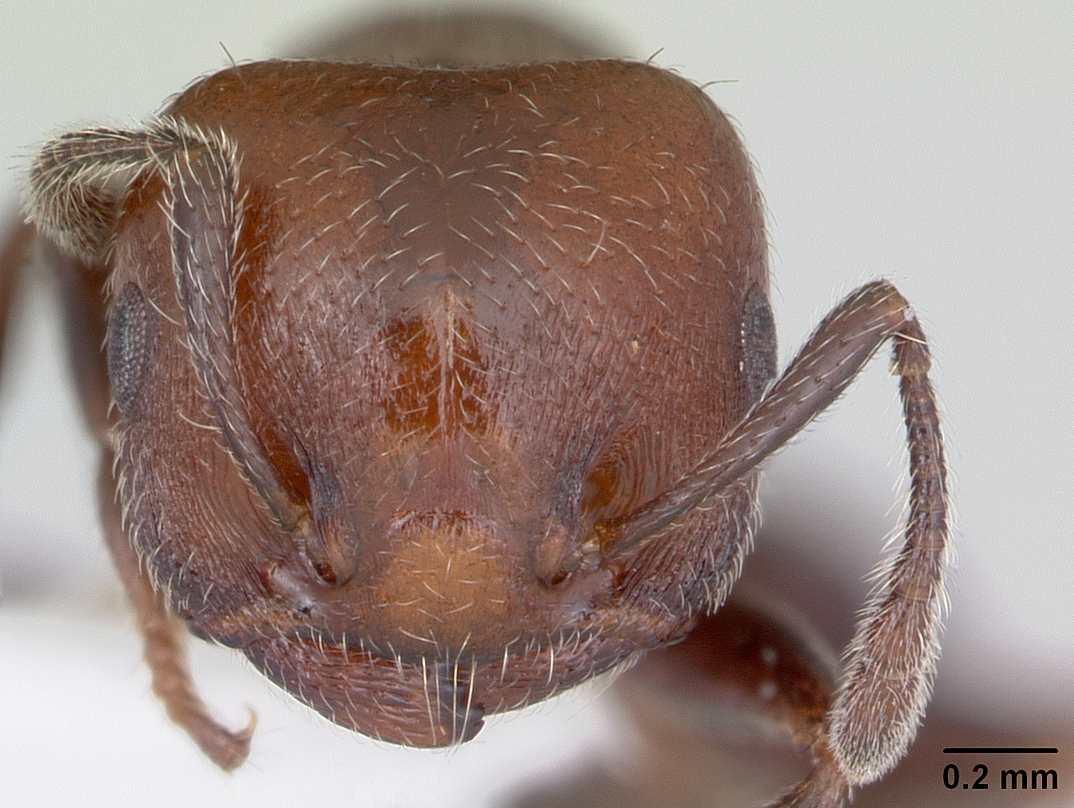